# Alexandre José de Melo Morais Filho
Alexandre José de Melo Morais Filho (Salvador, 23 de Fevereiro de 1844 — Rio de Janeiro, 1 de Abril de 1919), Mello Moraes Filho na ortografia da época, filho do médico e historiador de igual nome, tio-avô de Vinicius de Moraes, foi um médico, folclorista, etnógrafo, poeta, prosador e historiógrafo brasileiro, além de cronista da vida carioca. Doutorou-se pela Faculdade de Medicina de Bruxelas. De volta ao Brasil, dedicou-se ao jornalismo e à literatura e foi Diretor do Arquivo Municipal do Rio de Janeiro.
Em seu livro Fatos e Memórias, publicado em 1904 pela Garnier, mostra-se um dos grandes cronistas da vida carioca de sua época, embora esquecido. O livro divide-se em cinco partes que abordam a mendicidade, a criminalidade, os ciganos, o Largo do Rocio (atual Praça Tiradentes) e a Rua do Ouvidor. A julgar pela segunda parte do livro, a criminalidade carioca não é fenômeno recente: "Aqui rouba-se por todas as formas, assalta-se a qualquer hora do dia e da noite, e ninguém poderá assegurar, deixando os sobressaltados lares, se a eles voltará sem a carteira, sem o relógio, ou mesmo sem a vida."

## Obras do autor

### Costumes, folclore, etc
- BAILES pastoris na Bahia
- Salvador
- CANCIONEIRO dos ciganos (1885)
- CANTARES brasileiros (1900)
- OS ESCRAVOS vermelhos
- FACTOS e memórias (1904)
- FESTAS do Natal (1895)
- FESTAS e tradições populares do Brasil (1901)
- FESTAS e tradições populares do Brasil (1946)
- FESTAS e tradições populares do Brasil (1967)
- FESTAS populares do Brasil (1888)
- HISTÓRIA e costumes (1904)
- QUADROS e crônicas
- SERENATAS e saraus (1901)
- A véspera de Reis (1905)

### Poesias
- CANTOS do Equador (1879)
- Sertões e florestas, noturnos fantasias, poemas da escravidão (1881)
- Sertões e florestas, noturnos fantasias, poemas da escravidão - Ed Definitiva (1900)
- OS IMORTAIS (1880)
- O MYTHO de Tupan (1888)
- MYTHOS e poemas; nacionalismo (1884)
- POEMES de l’esclavage et légendes indiens
- SAUDAÇÃO dos mortos (1880)

### Poesias Musicadas
- O BEM-TE-VI
- BOAS noites (1911)
- A MULATA, a canção baiana
- O TROVADOR do sertão
- AS UYÁRAS; lenda amazonica
- Lenda do rio Negro

### Biografia, etc
- ALTAR encerado... (1910)
- ARTISTAS do meu tempo (1904)
- O DR. MELLO MORAES (1886)
- JOÃO CAETANO (1903)
- UM ESTADISTA da república (1905)

### Antologias
- CURSO de literatura brasileira (1870)
- CURSO de literatura brasileira - 2ª ed (1882)
- CURSO de literatura brasileira - 3ª ed (1895)
- CURSO de literatura brasileira - 5ª ed (1895)
- PARNASO brasileiro (1885)
- PROSADORES brasileiros contemporâneos(1902)

### Outros Assuntos
- BELLAS artes (1879)
- RACTCLIF (1889)
- O TEATRO no Rio de Janeiro (1898)
- VAGINITE (1876)
- Edição, Prefácio, Compilação
- CÓDIGO de posturas (1894)
- CRÔNICA geral do Brasil (1886)
- L’EMPIRE du Brésil (1888)

### Revistas
- ARQUIVO do Distrito Federal (1894–1897)
- O BRASIL histórico
- ECHO americano (1871-1872)
- O MYOSOTE
- REVISTA da Exposição Antropológica Brasileira (1882)